# 143579 Dérimiksa
(143579) Dérimiksa, denumire internațională (143579) Derimiksa, este un asteroid din centura principală de asteroizi.

## Descriere
143579 Dérimiksa este un asteroid din centura principală de asteroizi. A fost descoperit pe 28 martie 2003 la Piszkesteto de Krisztián Sárneczky. Asteroidul prezintă o orbită caracterizată de o semiaxă mare de 2,74 ua, o excentricitate de 0,08 și o înclinație de 4,2° în raport cu ecliptica.